# Carl Rudolf Bergmann
Carl Rudolf Bergmann (* 22. Juni 1866 in Bernburg (Saale); † 1. Dezember 1939 in Berlin) war ein deutscher Unternehmer. Er gründete und besaß die Firma Bergmann-Briefumschläge Carl Rudolf Bergmann in Berlin.

## Leben
Er war der Sohn des Papiermachers Carl Bergmann und dessen Ehefrau Marie geborene Becker. Nach dem Besuch des Gymnasiums in Bernburg gründete Carl Rudolf Bergmann im Jahre 1894 eine eigene Papier- und Papierwaren-Agentur. Vier Jahre später wurde er Briefumschlagsfabrikant und gründete die später nach ihm benannte Firma in Berlin. 1922 wurde diese Fabrik in eine Aktiengesellschaft umgewandelt.
Im Jahre 1904 ließ er sich die von ihm entwickelte Falzvorrichtung zum Herstellen von Briefumschlägen patentieren.
Carl Rudolf Bergmann war langjähriger Erster Vorsitzender der Papierverarbeitungs-Berufsgenossenschaft und mehrjähriger Vorsitzender des Kriegsausschusses für das deutsche Papierfach sowie langjähriger Vorsitzender des Fachausschusses für Papier, graph. Gew. und Verlagswesen bei der Industrie- und Handelskammer Berlin. Außerdem nahm Carl Rudolf Bergmann das Amt des Vizepräsidenten des Vereins Berliner Kaufleute und Industrielle und des Vorsitzenden des Arbeitgeberverbandes für Papierverarbeitende Industrie war.
In Berlin wurde er zum Stadtverordneten gewählt und war neun Jahre lang Hilfsrichter am Landgericht I.

## Familie
Carl Rudolf Bergmann heiratete am 1. September 1887 in Chemnitz Elise Franziska Hösel (1874–1931), Tochter des Chemnitzer Kaufmanns Otto Hösel. Aus der Ehe ging Gertrud Bergmann (* 1905 in Berlin; † 1989 in Wiesloch) hervor, die 1935 den Konzertmeister an der Berliner Staatsoper, Georg Kniestädt, heiratete. Gertrud Kniestädt erbte die väterliche Firma und musste 1972 Konkurs anmelden.

## Auszeichnungen
- Anhaltischer Hausorden Albrechts des Bären
- Eisernes Kreuz am weiß-schwarzen Bande
- Anhaltisches Friedrich-Kreuz
- Bayerisches Ludwigs-Kreuz
- Rote Kreuz-Medaille